# Bokken

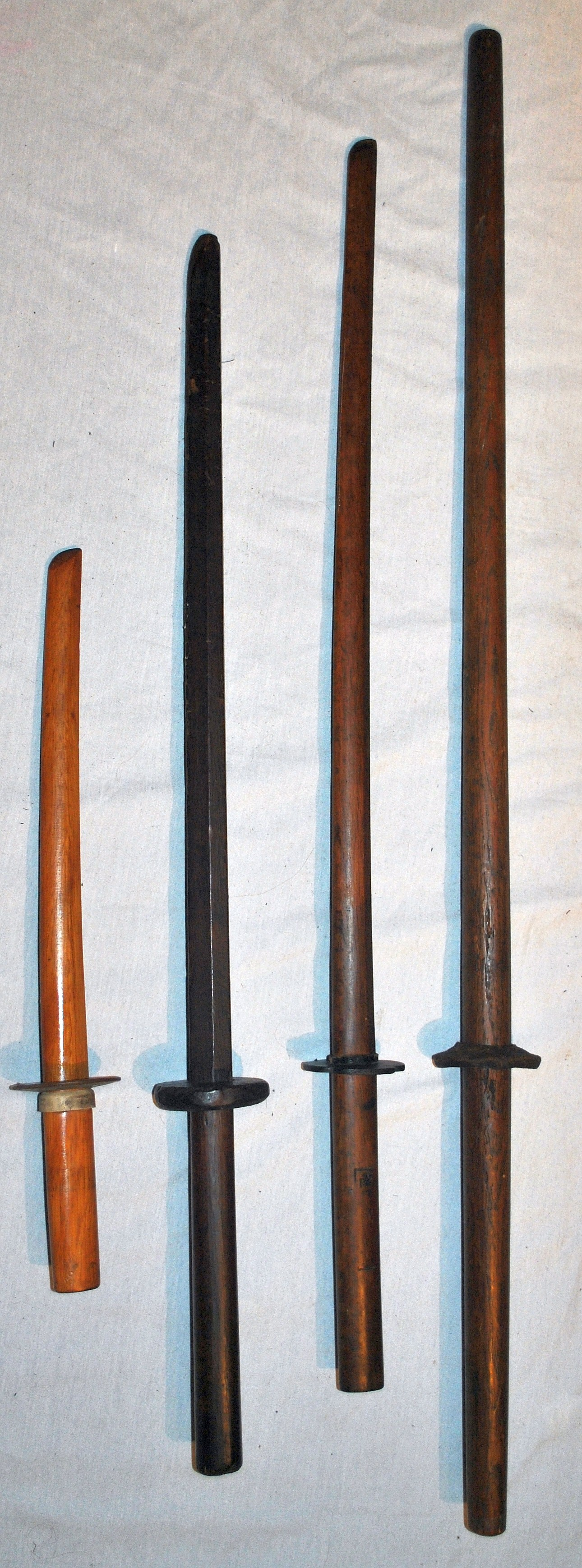
Néhány bokken-típus.

A bokken (木剣) neve a boku (fa) és a ken (kard) szavak összetétele. A bokken név inkább a tengerentúlon elterjedt, Japánban alig használják; valójában a bokutó (木刀) elnevezés helyesebb, mert a tó a katana írásjegyének a sino-japán olvasata, miközben a ken a kétélű, egyenes pengéjű curugit jelenti. S létezik még egy ritkábban használt kifejezés is, a kidachi (木太刀). A bokken az igazi kardok fából készült gyakorló változata. A kardforgatók nagy hasznát veszik gyakorláskor, különösen a kezdők, de még mesterszinten is előszeretettel használják. 
Mijamoto Muszasi is szívesen használta, győzött is vele párharcban, méghozzá igazi kard ellen. Egy jó fakarddal egy képzett kardforgató sok olyan dolgot meg tud tenni, mint fém karddal (lefejezés, összedarabolás stb., mint ahogy erre volt is példa). 
Sokáig még párharcban, sőt csatában is használták, ugyanis egy megfelelően kikészített és kiélezett keményfából készült fakard halálos fegyver. Még az életlen gyakorló bokken is súlyos sérüléseket, főként zúzódásokat és töréseket tud okozni. 
Japánban hagyományosan vörös színű mongol tölgyből (Quercus mongolica) (akagi), a fehér tölgyből (siragasi) vagy ébenfából (kokutan) készítik. Amikor a 19. században betiltották Japánban a kard viselését, sok mester a faváltozattal való gyakorlásra tért át. 
A hossza megegyezik a fémváltozatéval, a tömege viszont több, kevesebb, esetleg azzal megegyező is, attól függően, hogy milyen fából készült és milyen vastag.

## A bokken típusai

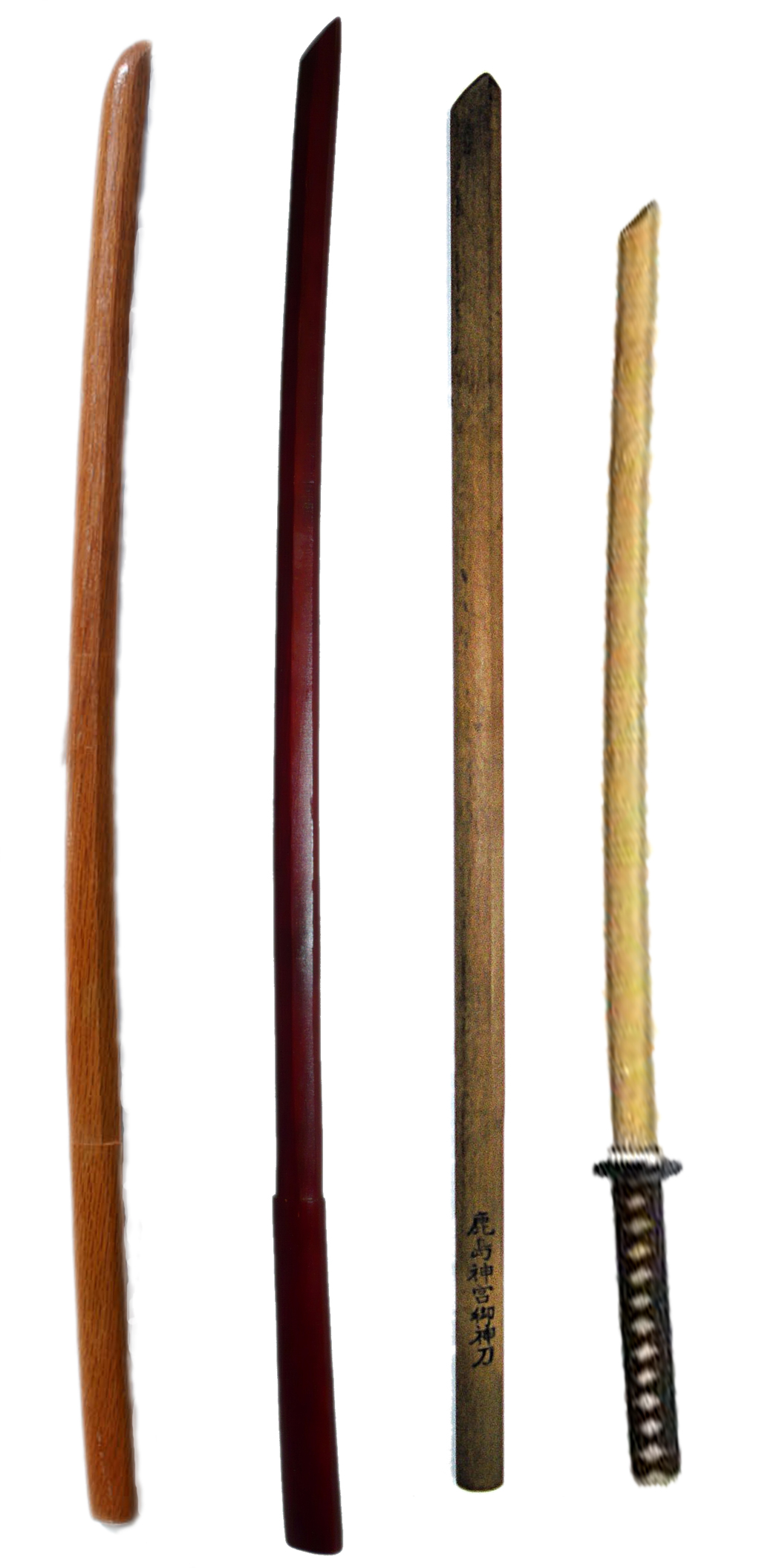
A bokken elterjedtebb változatai.

Az alábbi lista mutatja a bokken alapvető típusait:
1. daitó vagy tacsi (katana-méretű), hosszú kard;
2. sótó vagy kodacsi vagy vakizasi bo, rövid kard, (vakizasi-méretű);
3. tantó bo (tantó-méretű); és a
4. szuburitó, daitó vagy sótó méretekben is készülnek, de alapvetően egyéni gyakorlásra valók. Sokkal súlyosabbak, és nehezebb használni őket, nagyobb izmokat fejlesztenek, és erősítik a normál méretű bokkennel szerzett tapasztalatokat. Az egyik híres szuburi-méretű bokkent használó harcos Mijamoto Muszasi, aki egy párbajban használta Szaszaki Kodzsiró ellen.

Az Összjapán Kendó Szövetség szabályozza a kendó katákhoz használt bokken jellemzőit.
- Tacsi: Teljes hossz kb. 102 cm; cuka (markolat) kb. 24 cm.
- Kodacsi: Teljes hossz kb. 55 cm; cuka (markolat) kb. 14 cm.

## Használat
A bokkent számos harcművészetben a valódi kardok olcsó és viszonylag biztonságos helyettesítőjeként használják.
Bokkent használnak az AJKF (Összjapán Kendó Szövetség) Nihon kendo kata gyakorlásánál is, mely a technikailag pontos mozgások fejlesztésének gyakorlata.
2003-ban az AJKF a bokkennel való gyakorlás új módját mutatta be. A Bokuto Ni Joru Kendó Kihon-vaza Keiko-ho alapvető gyakorlatok összessége, melyeket bokkennel végeznek. Ez a gyakorlási forma elsősorban a 2 dan alatti fokozatú kendókák számára készült, de nagyon hasznos minden kendós számára.
A szuburitó egy olyan bokken, melyet a szuburihoz terveztek. A szuburi (szó szerint „puszta lengetés”) egyénileg végzett vágásgyakorlatok összessége. A szuburitó keményebb és nehezebb, mint a normál bokken, és használóinak erejüket és technikai tudásukat egyaránt fejleszteniük kell. A súlya miatt nem alkalmas a kendó katák párban történő gyakorlásához.